# آزادراه ام۶

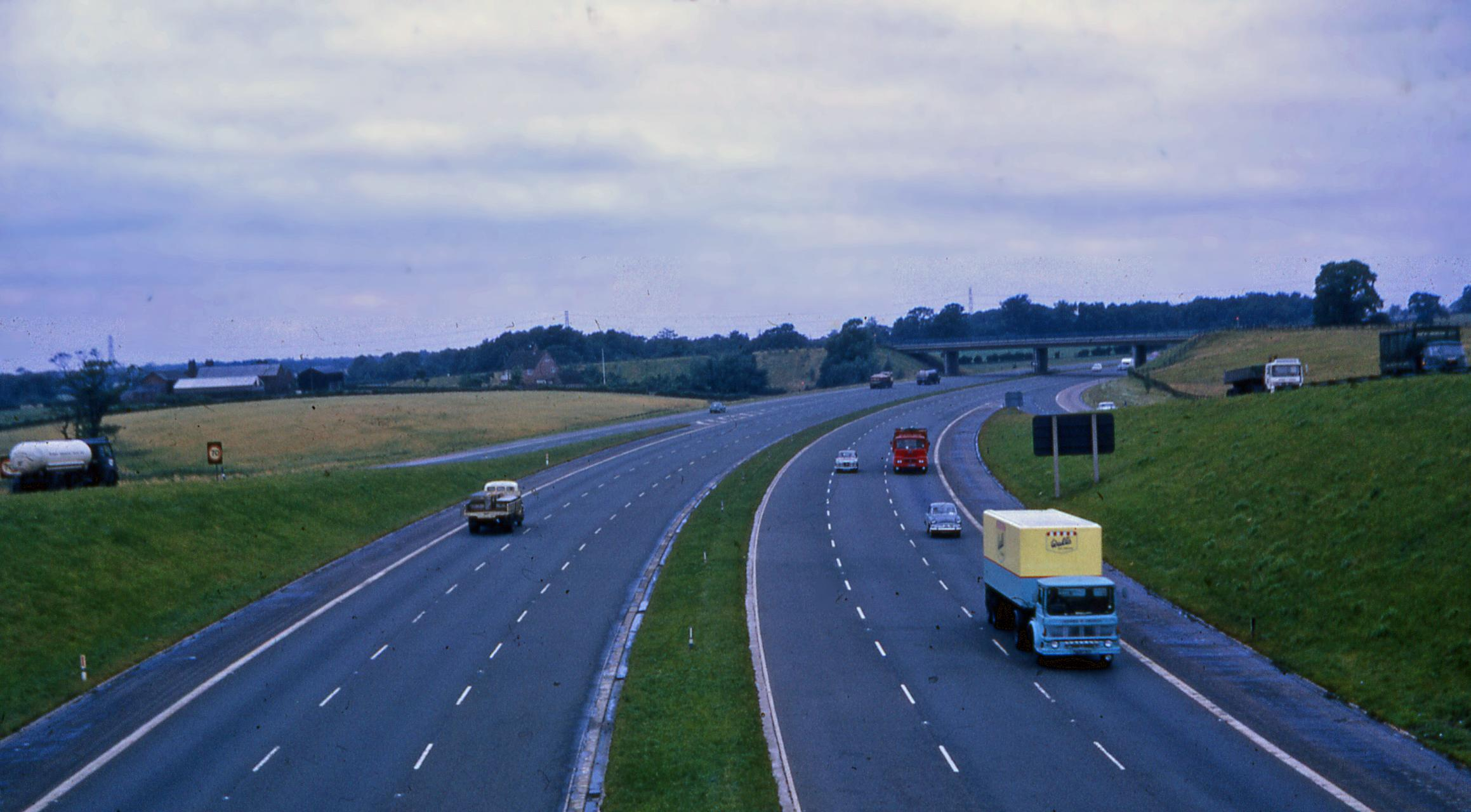
آزادراه ام۶

آزادراه ام۶ (به انگلیسی: M6 motorway) یک آزادراه شمال به جنوب در کشور انگلستان است.
این آزادراه که از شهر کاتثورپ شروع میشود ۲۳۲.۲ کیلومتر (۳۷۳.۷ مایل) مسافت دارد و از شهرهای مهمی مانند راگبی، وارویک‌شایر، کاونتری، نانیتون، بیرمنگام، والسال، ولورهمپتون، استافورد، انگلستان، استوک-آن-ترنت، وارینگتون، ویگان، منچستر، لیورپول، پرستون، لنکستر، کندال، پتریث، کارلایل، وینزفورد عبور میکند.